# 石田平吉
石田 平吉（いしだ へいきち、1853年1月24日（嘉永5年12月15日）- 1929年（昭和4年）11月18日）は、明治から大正期の実業家、政治家。衆議院議員。旧姓・元満。

## 経歴
筑前国福岡城下（現福岡市）で、福岡藩陪臣・元満元二の長男として生まれる。漢学を修めた。
維新後に商売を営むが成功せず、1874年（明治7年）博多に移転し回漕業を営む。郵便汽船三菱会社の岩崎弥太郎と面談して同社保有船の博多寄港の約束を取り付けた。1877年（明治10年）10月、先代石田平吉の養子となり家督を相続し旅人宿業を営む。西南戦争では陸軍物資の輸送に従事。1889年（明治22年）九州鉄道の敷設に際して建築資材の運搬を担った。その後、門司市に移転し、門司－下関間の航海業を始め、門司に私設水道を敷設した。
政界では門司市会議員に就任。1908年（明治41年）5月の第10回衆議院議員総選挙に福岡県門司市から出馬して初当選し、1915年（大正4年）3月の 第12回総選挙でも再選され、衆議院議員に通算2期在任した。